# پساهژمونی
پساهژمونی یا پست‌هژمونی (به انگلیسی: Posthegemony) به دوره یا موقعیتی گفته می‌شود که هژمونی دیگر به‌عنوان اصل سازمان‌دهنده نظم اجتماعی ملی یا پساملی یا روابط بین دولت‌های ملی در داخل نظم جهانی عمل نمی‌کند. این مفهوم در حوزه‌های فلسفه سیاسی، مطالعات فرهنگی و روابط بین‌الملل معانی مختلفی دارد.

## در مطالعات فرهنگی
پساهژمونی در مطالعات فرهنگی، مفهومی است که توسط تعدادی از منتقدان توسعه داده شده‌است، که با نظریه سلطه فرهنگی در نوشته‌های ارنستو لاکلائو و مطالعات فرودستان درگیر است و آن‌ها را نقد می‌کند.
مفهوم پساهژمونی به ظهور «کثرت» به‌عنوان یک نیروی اجتماعی مربوط می‌شود، که نمی‌تواند همراه با نقش‌های تأثیر و عادت در مکانیسم‌های کنترل اجتماعی و عاملیت توسط هژمونی تسخیر شود. پساهژمونی و اصطلاحات مرتبط با آن تحت‌تأثیر ژیل دلوز و فلیکس گاتاری، پی‌یر بوردیو، مایکل هارت و آنتونیو نگری از نیروهای فراملی است که گفته می‌شود اشکال ملی-مردمی زور و رضایت را منسوخ کرده‌اند. از نظر آنتونیو گرامشی، هژمونی جامعه را ساخت و تشکیل داد.
ویژگی‌های پساهژمونی به‌عنوان یک مفهوم با ویژگی‌های پسامدرنیته مطابقت دارد؛ بنابراین، نظریه پساهژمونی استدلال می‌کند که ایدئولوژی دیگر یک نیروی محرکه سیاسی در مکانیسم‌های کنترل اجتماعی نیست و نظریه مدرنیستی هژمونی که به ایدئولوژی وابسته است، دیگر نظم اجتماعی را به‌درستی منعکس نمی‌کند. برخی از مفسران نیز استدلال می‌کنند که تاریخ، آن‌طور که کارل مارکس آن را توصیف می‌کند، یک مبارزه طبقاتی نیست، بلکه «مبارزه برای تولید طبقه» است.
مفهوم پساهژمونی همچنین با کار نظریه‌پردازان پسافوکویی مانند جورجیو آگامبن طنین‌انداز می‌شود. نیکلاس توبرن، با تکیه بر بحث آگامبن در مورد «وضعیت استثنایی»، می‌نویسد که «شاید با بازنگری رابطه بین قانون و بحران‌ها و مداخلات سیاسی-نظامی و اقتصادی که در حالت استثنا ایجاد می‌شود، متوجه شویم که زمان هژمونی گذشته‌است.»

## در روابط بین‌الملل
در روابط بین‌الملل، پساهژمونی به افول هژمونی یک‌جانبه آمریکا اشاره دارد. احتمالاً در نتیجه مشکلات ناشی از سیاست خارجی یک‌جانبه بوده‌است. این مشکلات عمدتاً شامل تحقیر کسانی که مستقیماً تحت‌تأثیر اقدامات هژمونیک و گاه زورمندانه ایالات متحده بوده‌اند، و کسانی که این اقدامات را مشاهده کرده‌اند و حتی خود آمریکایی‌هایی که اقدامات دولت خود را غیراخلاقی می‌دانند، بوده‌است. برای مثال، پس از جنگ ویتنام، در سال ۱۹۷۸، ۷۲ درصد از آمریکایی‌ها فکر می‌کردند که این جنگ فقط یک اشتباه نیست، بلکه اساساً هم اشتباه و هم غیراخلاقی است. این نمونه‌ای از افول هژمونیک است: چگونه ایالات متحده می‌تواند مشروعیت مداخلات خود را حفظ کند درحالی‌که شهروندانش این اقدامات را اشتباه و غیراخلاقی بدانند؟

قدرت مسلط جهان سیال است، می‌توان به دوره اولیه یک‌جانبه‌گرایی ایالات متحده در مداخلاتش در طول جنگ‌های جهانی اشاره کرد. پس از این دوره ایالات متحده در صحنه جهانی تسلط فزاینده‌ای داشت.
از ظهور برنامه فضایی [اتحاد جماهیر شوروی] در دهه ۱۹۵۰ تا انقلاب‌های جهان سوم دهه‌های ۱۹۶۰ و ۱۹۷۰ در ویتنام، ایران و جاهای دیگر، و تا ظهور ژاپن، اروپا، هیچ کمبودی وجود نداشته‌است. و اکنون چین به‌عنوان یکی از قدرت‌های بزرگ اقتصادی، پیش‌بینی کرده‌است که سلطه، هژمونی یا در اصطلاح جدید پس از جنگ سرد «تک قطبی» بودن جهان در حال فروکش کردن است.— هالیدی، ۲۰۰۸، ص. ۱۲
پیش‌بینی‌ها نشان‌دهنده سیال بودن قدرت در طول زمان است، از طریق این ایده که در دوره‌ای که ایالات متحده مسلط بود، مردم هم‌چنان می‌توانستند آینده اجتناب‌ناپذیر تغییر قدرت و اقتدار را در صحنه جهانی ببینند.